# 追梦 (电视剧)
《追梦》（英語：Face to Sea），2020年在中国大陆上映的时代剧，导演余丁，编剧温豪杰，主演王雷、刘涛、李依晓、任东霖。本剧是纪念深圳市成为经济特区40周年的献礼剧，2020年11月10日起在中国中央电视台综合频道首播。

## 剧情
该剧讲述了杜芳、魏东晓在“南滨”拼搏与成长的创业故事，时间跨度40年，展现了南滨从一个小村落成长为一座国际化大都市的巨变。

## 演出

### 主演
| 演员   | 角色   | 备注                                   |
| 王雷   | 魏东晓 | 水电工程兵出身，后来建立一家通讯企业。 |
| 刘涛   | 杜芳   | 魏东晓的妻子。                         |
| 李依晓 | 潘雨   |                                        |
| 任东霖 | 陈大尧 |                                        |

### 其他演员
| 演员   | 角色   | 备注 |
| 尤勇   | 梁鸿为 |      |
| 黄品沅 | 方向东 |      |
| 恬妞   | 林忆抒 |      |
| 孙博豪 | 虾仔   |      |
| 孙看   | 蚝仔   |      |
| 彭豆豆 | 贺曦   |      |
| 高可儿 | 覃玉娇 |      |
| 白凡   | 孟大成 |      |

## 制作
余丁（《鸡毛飞上天》《一代枭雄》《暖爱》）出任导演；温豪杰（《平凡的世界》《新水浒传》）出任编剧；陈敏正（《后宫甄嬛传》《芈月传》《影》）出任造型指导；吴阳（《建军大业》《侯天明的梦》《遥远的距离》）出任摄影师。2018年4月8日，《追梦》在广东省佛山市开机拍摄，120天后宣布杀青。